# Construction légère

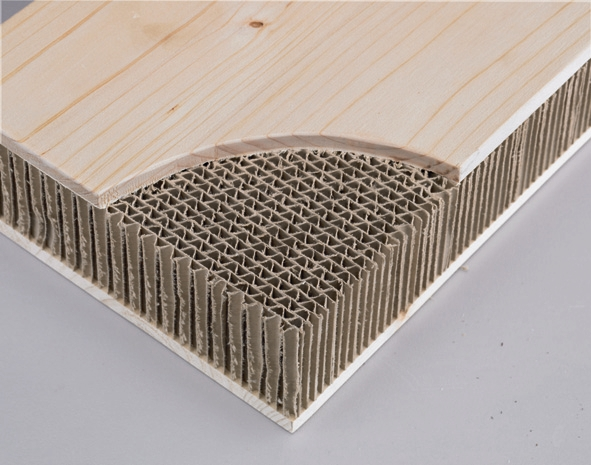
Panneau léger avec nid d'abeille en papier

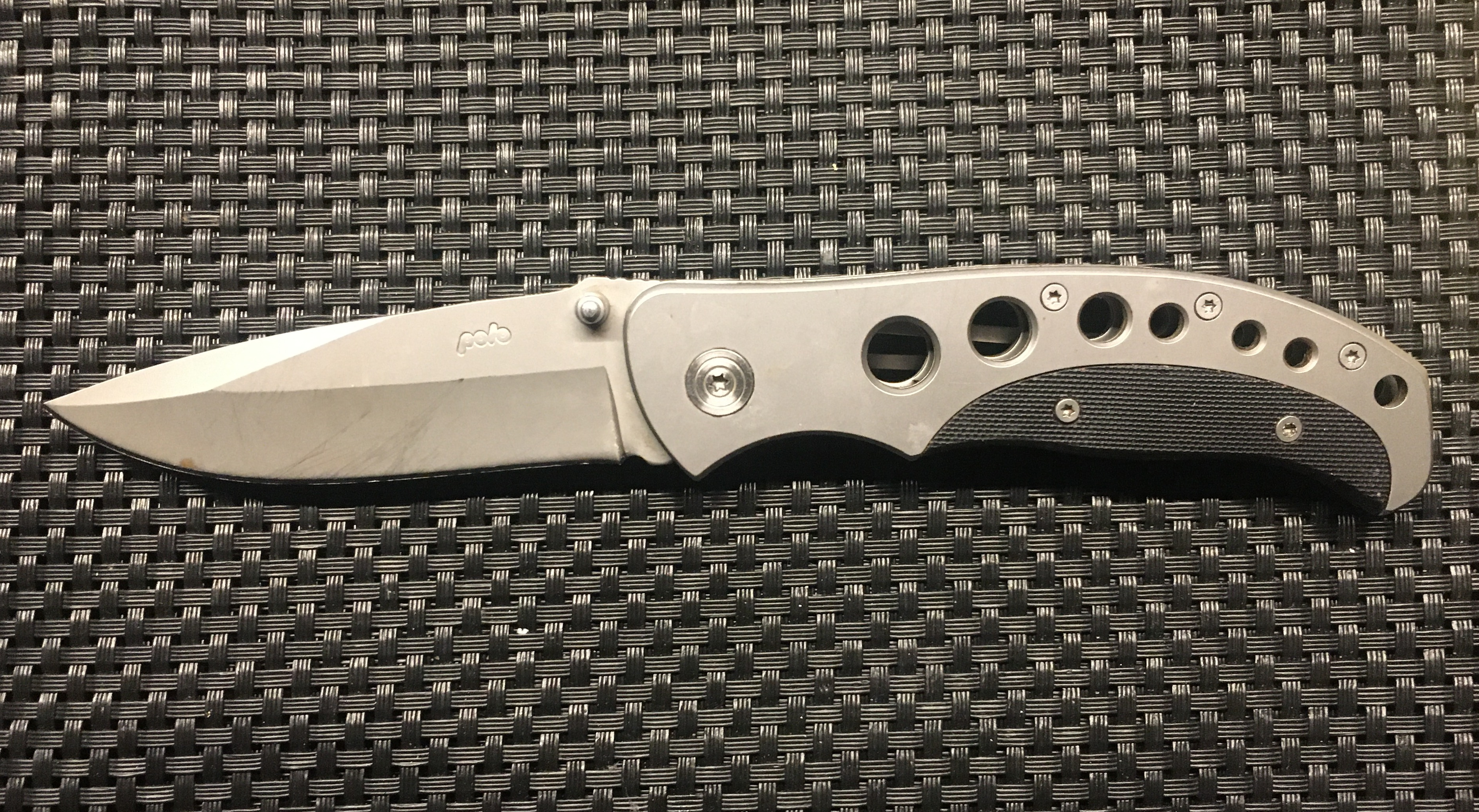
Trous d'allégement dans le manches entièrement métalliques d'un couteau pliant, l'une des mesures les plus simples pour réduire le poids.

La construction légère est une philosophie de conception qui vise à la fois à réduire le poids et à accroître l'efficacité des ressources. Les motivations en faveur d’une construction légère peuvent être de diverses natures.
L'objectif de la construction légère est de réaliser des économies en termes de matières premières, de coûts et d'énergie, lors de la fabrication, de l'utilisation et du recyclage d'un produit. Surtout lorsqu'il s'agit de masses en mouvement (véhicules routiers et ferroviaires, ascenseurs, bras de robots, composants de machines, etc.), la construction légère peut réduire les coûts d'exploitation ou augmenter la charge utile. Par exemple, les véhicules et les avions nécessitent moins de puissance motrice pour obtenir les mêmes caractéristiques de conduite ou de vol, tandis que dans le même temps la consommation de carburant diminue et le rapport poids du véhicule/poids du chargement s'améliore. Cela signifie que l'ensemble de l'appareil, la source de propulsion et l'alimentation en carburant peuvent être réduits (Gewichtspirale, spirale de poids). Les économies réalisées grâce à l'exploitation optimisée du produit sont souvent contrebalancées par des efforts supplémentaires de développement, de production et d'assemblage (problème d'optimisation (de)).
La construction légère est aujourd'hui importante dans toutes les industries, la construction automobile, la construction navale et la construction aéronautique étant particulièrement à la pointe. La construction légère est particulièrement importante pour les voyages spatiaux. Ici, chaque kilogramme de charge utile engendre 30 à 100 kg de poids supplémentaire pour la fusée et le carburant, de sorte que d'importantes économies peuvent être réalisées grâce à une construction légère. La construction légère est également appréciée comme alternative rentable et flexible dans la construction de bâtiments, en particulier dans la construction de halls de production (de), de montage et de stockage.
Les matériaux métalliques légers sont par exemple, l'aluminium, le magnésium, les aciers à haute résistance et le titane. De plus, les matériaux composites fibreux (de) sont considérés comme des matériaux de construction légers classiques. La demande de matériaux légers a augmenté de 300 % entre 2002 et 2007.

## Principes de construction légers
Il existe différents principes pour aboutir à une solution légère. La phase de conception du produit, la phase de construction proprement dite et la phase de fabrication sont idéales pour la mise en œuvre. Le potentiel de la construction légère n’est souvent pas pleinement exploité car l’accent est mis sur le design esthétique.
Ces dernières années, les plastiques et en particulier les composites fibre-plastique ont pris une importance croissante. Leur rigidité spécifique élevée (par exemple en flexion, allongement ou rigidité en torsion) et la robustesse (de) en font des matériaux légers et attrayants. Ils offrent une multitude de nouvelles options de traitement et de conception.
Une technologie d'avenir, encore en développement et destinée principalement à la construction automobile, consiste à relier matériellement des tôles d'acier et des pièces en aluminium massif lors du formage. Cela éliminerait une étape d’assemblage supplémentaire et des composants optimisés en termes de charge pourraient être fabriqués rapidement et efficacement.

### Principes en phase de conception
Des analyses détaillées des forces exercées sur le composant sont importantes pour la construction légère. Les charges qui sont uniquement estimées et attribuées conformément à des facteurs de sécurité, conduisent à des composants surdimensionnés. Une connaissance précise des charges est essentielle, notamment lors du calcul de stabilité. Les méthodes informatiques ont fait de grands progrès ; L'omniprésence des PC dotés d'une puissance de calcul élevée et de logiciels mieux adaptés permettent de calculer beaucoup plus aujourd'hui qu'auparavant (voir aussi méthode des éléments finis).
Des exigences précises dans le cahier des charges ou des spécifications fonctionnelles conduisent à des structures légères. Les cas de charge qu'un composant voit, ne se produisent souvent pas en même temps. Si le composant est dimensionné pour supporter toutes les charges maximales en même temps, il est robuste, mais n'est pas léger. Les exigences relatives à un composant doivent donc être examinées de manière critique afin d'obtenir des structures légères.

### Principes en phase de construction
La construction en matériaux légers consiste à remplacer le matériau d'origine d'un composant par un autre matériau doté de propriétés spécifiques plus élevées. Les aciers à haute résistance (« aciers légers ») permettent généralement des épaisseurs de paroi plus petites que les nuances d'acier conventionnelles avec les mêmes propriétés de composants. Une application courante dans la construction automobile est le remplacement d'une tôle d'acier par une tôle d'acier à plus haute résistance, une tôle d'aluminium ou des pièces en plastique (par exemple les GRP ou SMC). Dans le segment des petites voitures et des voitures de taille moyenne, les réductions de poids valent la peine si elles peuvent coûtent jusqu'à environ 5 € par kg. Dans la classe supérieure, les solutions sont acceptées jusqu'à 14 € par kg, et même 20 € par kg en classe luxe (selon emplacement dans le corps).
La construction structurelle légère tente d'atteindre l'objectif de construction légère grâce à des mesures constructives. L'objectif principal est d'utiliser le volume de matériau de la manière la plus uniforme possible. Par exemple, les composants sujets à la flexion sont remplacés par des solutions sandwich ou treillis. En principe, on s'efforce de construire avec des parois aussi fines que possible. Cependant, cela augmente le risque d'échec de stabilité (bosses, flambage), ce qui rend nécessaire une analyse mécanique précise. Les forces dans les constructions légères doivent être dirigées directement. Les encoches nécessitent généralement du matériel supplémentaire et doivent donc être évitées. Les poutres en treillis avec des barres de traction et de compression pures représentent des structures optimales à cet égard.
Le choix d’un procédé d’assemblage et de fabrication adapté représente une autre option constructive. Le soudage au laser peut par exemple supprimer le chevauchement des feuilles. Cela rend possible une construction plus légère. Le remplacement des connexions rivetées par des connexions adhésives est également une mesure de construction légère efficace. Les composants forgés ont souvent une résistance aux vibrations plus élevée que les structures soudées identiques. Ils peuvent donc être construits avec des sections transversales plus petites.

### Principes en phase de fabrication
Le principe de construction légère peut être réalisé en utilisant des tolérances serrées, tant dans la production que dans l'achat de produits semi-finis. Avec une feuille de 1 mm d'épaisseur de paroi pour une tolérance d'épaisseur de ±0,1 mm, la masse de la feuille fluctue de 20 %. Des tôles avec des tolérances étroites sont donc nécessaires pour la construction des avions (de) .
En termes de résistance, un matériau à faible dispersion doit être choisi pour une construction légère. Le concepteur ne choisit pas la résistance moyenne, mais plutôt une résistance à laquelle par exemple 90 % de tous les échantillons sont au-dessus de cette valeur. Si les valeurs de résistance varient considérablement, le composant doit être surdimensionné pour éviter la rupture.

## Dans la construction des automobiles
De nombreux constructeurs utilisent des blocs moteurs en aluminium dans la construction automobile. Bien que ceux-ci soient plus légers que les blocs moteurs en fonte grise standards, le matériau est moins rigide et plus cher. La réduction du poids augmente également les performances de conduite (sport automobile) avec les mêmes performances.
En 1948, le Land Rover était le premier véhicule de série doté de grandes pièces de carrosserie en tôle d'aluminium, mais pas pour des raisons de légèreté. La Citroën DS (1955) fut la première à posséder une grande partie de forme libre (le capot) en aluminium et un toit en plastique.
Les Matra 530, Bagheera Murena et Renault Espace fabriqués par Matra étaient, comme la Trabant (de), équipés d'une ossature porteuse constituée de profilés tubulaires en acier recouverts de panneaux légers en plastique renforcé de fibres. La masse de l'Espace, véhicule  de 4,25 m de long, de la première génération, modèles de 1984 était de 1200 kg, au niveau d'une voiture de milieu de gamme.
La Jaguar XE (année modèle 2015) présente la teneur en aluminium la plus élevée du segment milieu de gamme, soit 75 %. Basé sur une plate-forme modulaire légère, elle atteint également un poids de carrosserie de seulement 251 kilogrammes grâce à l'alliage à haute résistance RC5754, presque entièrement fabriqué à partir d'aluminium recyclé.

## Dans la construction des avions

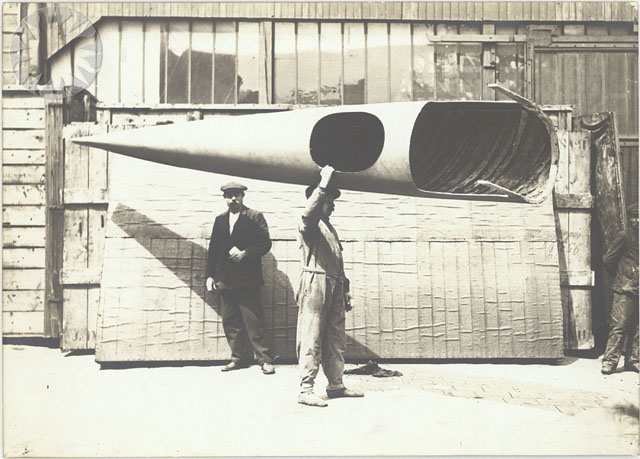
Deperdussin Monocoque. Un ouvrier porte à bout de bras un fuselage monocoque en contreplaqué moulé, à l'extérieur des Ateliers Deperdussin. La monocoque était constituée de trois couches de placage en tulipier et pesait 22 kilogrammes. 15 juin 1912.

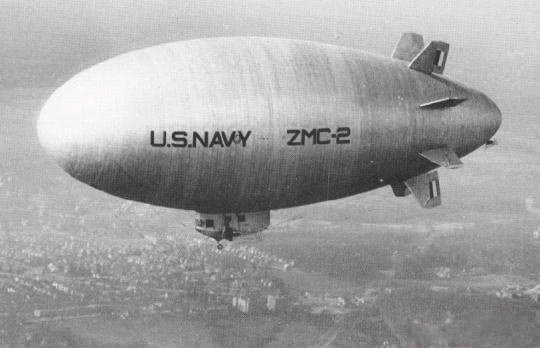
Detroit ZMC-2 de 1929

Les principaux critères de sélection des matériaux pour les premiers avions (des premières inventions, jusqu'à 1920) étaient le poids minimum et la résistance structurelle maximale. Les premiers avions ont été conçus pour être légers et solides. À l'époque, le meilleur matériau pour atteindre l'exigence de résistance à la contrainte était le bois,. Le bois dans l'aviation était est un choix « naturel »: sans façonnage, le bois fait aussi bien que l'acier fortement formé: sa structure cellulaire lui confère une microforme interne, augmentant les performances du matériau en flexion ; la métallurgie et les technologies d'assemblage associées de la fin du XIXe siècle et du début du XXe siècle n'étaient pas à la hauteur du défi de fournir aux constructeurs d'avions une structure légère à haute résistance. Par la suite, et jusque dans les années 1920, à l'exception du moteur, des attaches et des câbles, les premiers avions avaient très peu de métal dans leur structure. Les alliages d'aluminium forgés qui n'étaient pas disponibles dans des états de trempe qui permettrait une utilisation dans la structure primaire des avions, pourront toutefois être utilisée dans la structure secondaire. Les premiers vols motorisés des frères Wright, le 17 décembre 1903 à Kitty Hawk n'aurait pas été possibles sans un moteur à bloc en aluminium[réf. nécessaire]. Le raffinement ultime de l'aviation en bois est allé aux  avions monocoque en bois, qui exploitaient des techniques de contreplaqué moulé. Les premiers avions tout métal sont de Hugo Junkers et en 1915. L'Amérique emboîte le pas de l'Allemagne vers une conception en métal dans les années 1920. Pendant la première guerre mondiale les considération de légèreté passeront en seconde appréciation derrière la puissance des moteurs. On doit à l'Allemagne, privée d'aviation par le traité de Versailles d'avoir au travers du vol sans moteur, entamé une nouvelle réflexion saine sur l'aérodynamique et le design structurel.

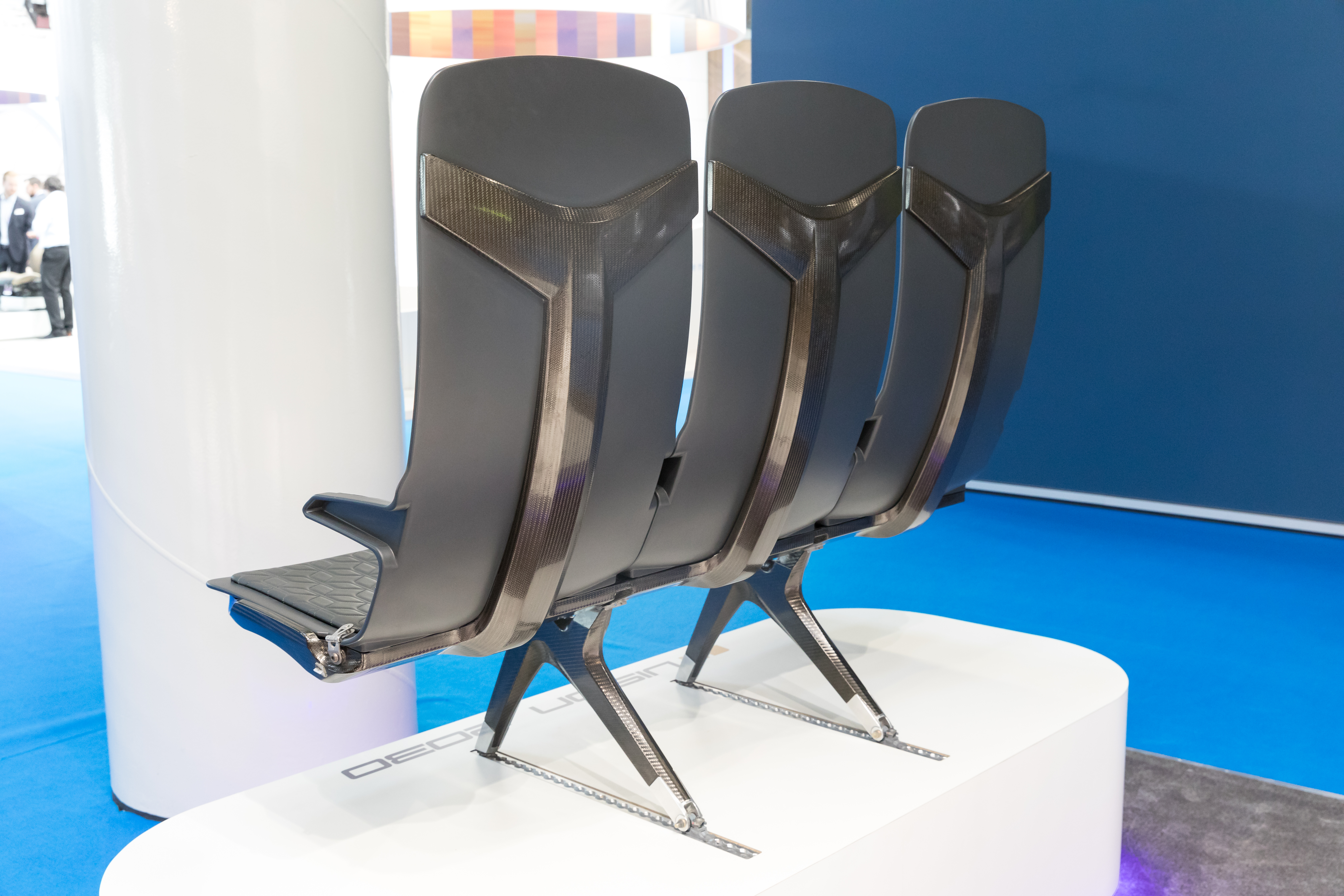
Concept de sièges d'avion légers avec 3,8 kg masse par siège

À l'entrée de la seconde Guerre Mondiale guerre, en Europe comme en Amérique, le regard est tourné vers l'aluminium et les nouveaux matériaux synthétiques. En 1929, le Detroit ZMC-2 de Detroit Aircraft est le seul dirigeable à peau métallique (Alclad) exploité avec succès jamais construit. En 1935, de Havilland semble avoir déjà abandonné la construction en bois, mais cinq ans plus tard il construira l'incontournable de Havilland DH.98 Mosquito, construit à 7 781 exemplaires par la Royal Air Force. Le Mosquito exploite une technique de panneau sandwich en contreplaqué moulé, dont les principes avaient été avancés par Theodore von Kármán et Paul Stock en 1924: Si les avions en bois de la seconde guerre mondiale étaient minoritaires par rapport à l'aluminium, le contreplaqué moulé avait un rapport rigidité/poids supérieur à celui du métal. Les avions en métal fonctionnaient sur le principe du revêtement travaillant. Avec des avions plus puissants, plus rapides et emportant des charges plus importantes, des avions à réaction, hélicoptères de première génération, fusées/missiles, peu après la Seconde Guerre mondiale, des avions à cabine pressurisée pour le vol à haute altitude dans les années 1940, d'autres critères que le rapport résistance/poids, tels qu'une rigidité et une durabilité élevées vont devenir des critères importants de choix de matériaux,.
Les progrès de la technologie d'étirage de tubes en aluminium à paroi mince vont donner à l'aluminium un avantage de performance qui sera lui-même surpassé par les polymères renforcé de fibres de carbone: un Boeing 747 contenait 80% d'aluminium; un Airbus A350 contiendra 52% de composite à matrice polymère (PMC) (en).

## Dans la construction des bâtiments

### Construction en bois
Par rapport au bois, la distinction construction lourde ou légère prend une définition différente que l'on soit en Europe ou en Amérique du Nord.
En Amérique du Nord, pays où la construction en bois est dominante, la construction à ossature dans le bâtiment (Building framing) est divisée en deux grandes catégories: la construction à ossature lourde (« heavy-frame construction », « heavy framing ») si les supports verticaux sont peu nombreux et lourds, comme dans l'ossature à pan de bois, la charpente classique européenne, ou la construction en ossature en acier ; et la construction à ossature légère (« light-framing ») si les supports sont plus nombreux et plus petits (studs), comme pour le balloon frame, le platform frame, ou dans les charpentes en acier plié à froid (metal studs).
En Europe où la construction en bois est minoritaire, un grand nombre d'ouvrages de construction (de) sont construits selon des principes de construction massive : une forme de structure porteuse dans laquelle les éléments entourant l'espace tels que les parois et les planchers remplissent également la fonction de reprise de charge statique. La construction légère en bois est vue comme un antonyme de la construction massive (en allemand, massivbau vs holzbau). S'affrontent les détracteurs et les promoteurs  de la construction légère en bois. Les premiers invoquent des arguments liés à la protection incendie ; les autres avancent l'attitude positive des services d'incendie à l'égard du comportement prévisible au feu. Les partisans de la construction légère en bois avancent également des arguments de la durabilité; il existe également un certain nombre d’arguments économiques en faveur de ces méthodes de construction (voir construction en bois). La construction en bois entretient un meilleur rapport entre poids morts et charge utile. La construction massive désigne également le domaine qui traite des matériaux et matériaux de construction « massifs » (maçonnerie, béton).

### Optimisation des structures
Au début les bâtiments étaient exclusivement des moyens de protection individuelle des personnes. Dans leur simplicité, ils ne s'embarassaient pas de poids inutile, mais le poids n'était pas de manière absolue un obstacle. La manière de construire est un intimement liée à la géographie. Certains matériaux ne sont pas disponibles en suffisance dans certains pays. En Chine, dans la construction en bambou, en plus de la légèreté, on apprécie aussi la résilience du bambou en cas de secousse sismique. Lorsque seule la pierre est disponible, on rencontre alors des constructions massives, souvent en maçonnerie de blocage. Au sein des matériaux en pierre, en similipierre ou en béton de ciment, la lourdeur du matériau en a fait un matériau de choix pour les ouvrages dont la vocation était de perdurer à travers les siècles ; et la manipulation des pierres se posait plus comme un défi logistique à surmonter que comme un handicap. On apréciera au passage la stabilité intrinsèque des pierres de grands dimmensions dans le grand appareil romain ou grec, certaines propriétés thermiques ou acoustique liées à la masse du matériau en pierre. La construction associée au pouvoir va éprouver les matériaux dans leurs limites. On retrouve le souci de légèreté dans les caissons de la coupole du panthéon, dans les arches des acqueducs, innovation que l'on doit à la voûte concrète, invention romaine, dans les choix des matériaux structuraux en brique légère de la coupole de Sainte Sophie de Constantinople. L'architecture gothique est une forme d'architecture légère, appliquée à la construction des cathédrales. Les percements considérables dans les surfaces de mur extérieures par les fenêtres, ainsi que la réduction au minimum de l'épaisseur des murs et de la masse des voûtes ont permis la construction de bâtiments toujours plus hauts, qui offraient également une esthétique nouvelle. Ce souci de légèreté se retrouve dans les choix techniques des duomi de la Cathédrale Santa Maria del Fiore de Filippo Brunelleschi, ou de Saint-Pierre de Rome de Michel-Ange.

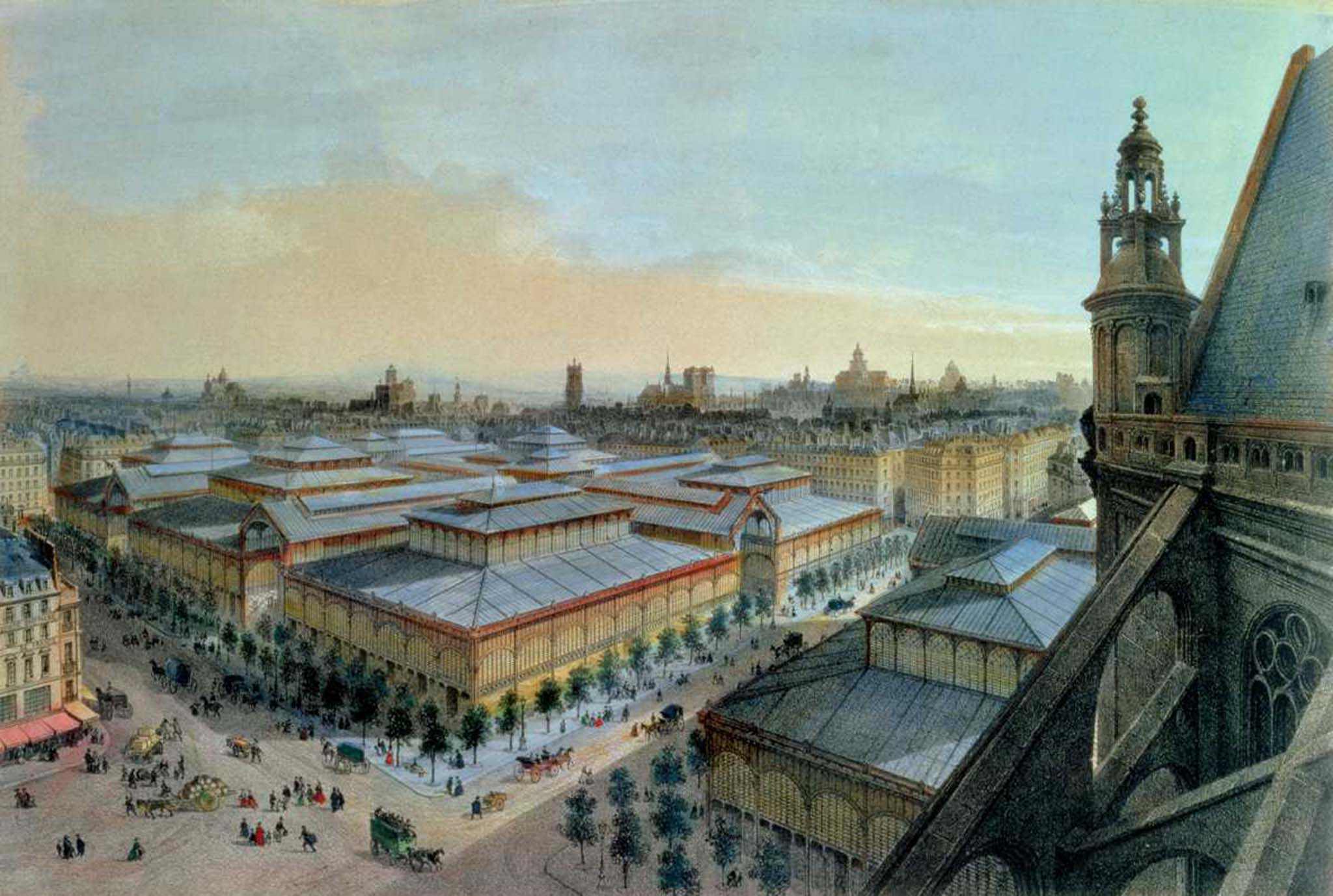
Les Halles de Paris depuis l'Église Saint-Eustache, deux types de construction légère espacées dans le temps

L'invention de la mécanique newtonienne et les progrès sans cesse renouvelé de la statique, conjugués à de nouveaux matériaux en fonte, en fer forgé puis en acier, sont une incitation à produire des bâtiments qui repoussent les limites de l'équilibre: coques, dômes monolithiques (en), structures réticulées, structures réticulées courbe, structures tendues (en), structures à membrane (en), diagrilles, structure pneumatiques (en), structures à membrane (en), etc. éprouvent tous les équations de la statique structurelle, quand elles n'éprouvent pas celles de la dynamique structurelle (de). 
Les premiers ponts en fonte substituaient la fonte au bois. Les profil en I (HE, IPE) en acier qui accroissent l'inertie pour une quantité de matière moindre et un poids plus léger, sont une avancées inspirées par les fondeurs. Dans les poutrelles, quant on remplace l'âme par des membrures en conservant les ailes, on obtient une solution de treillis qui devient avantageuse pour les grande portées. La Tour Eiffel est une structure légère inspirée de la nature: le modèle était la structure en poutre des os. Les perfectionnement introduits dans la qualité des aciers de construction, autorisent des solutions plus légères. Pour les structures soudées chargées dynamiquement, telles que ponts et grues en acier, si le processus HiFIT (High Frequency Impact Treatment (de)) est pris en compte lors du développement, la construction peut être spécifiquement allégée avec le même niveau de charge et la même durée de vie.

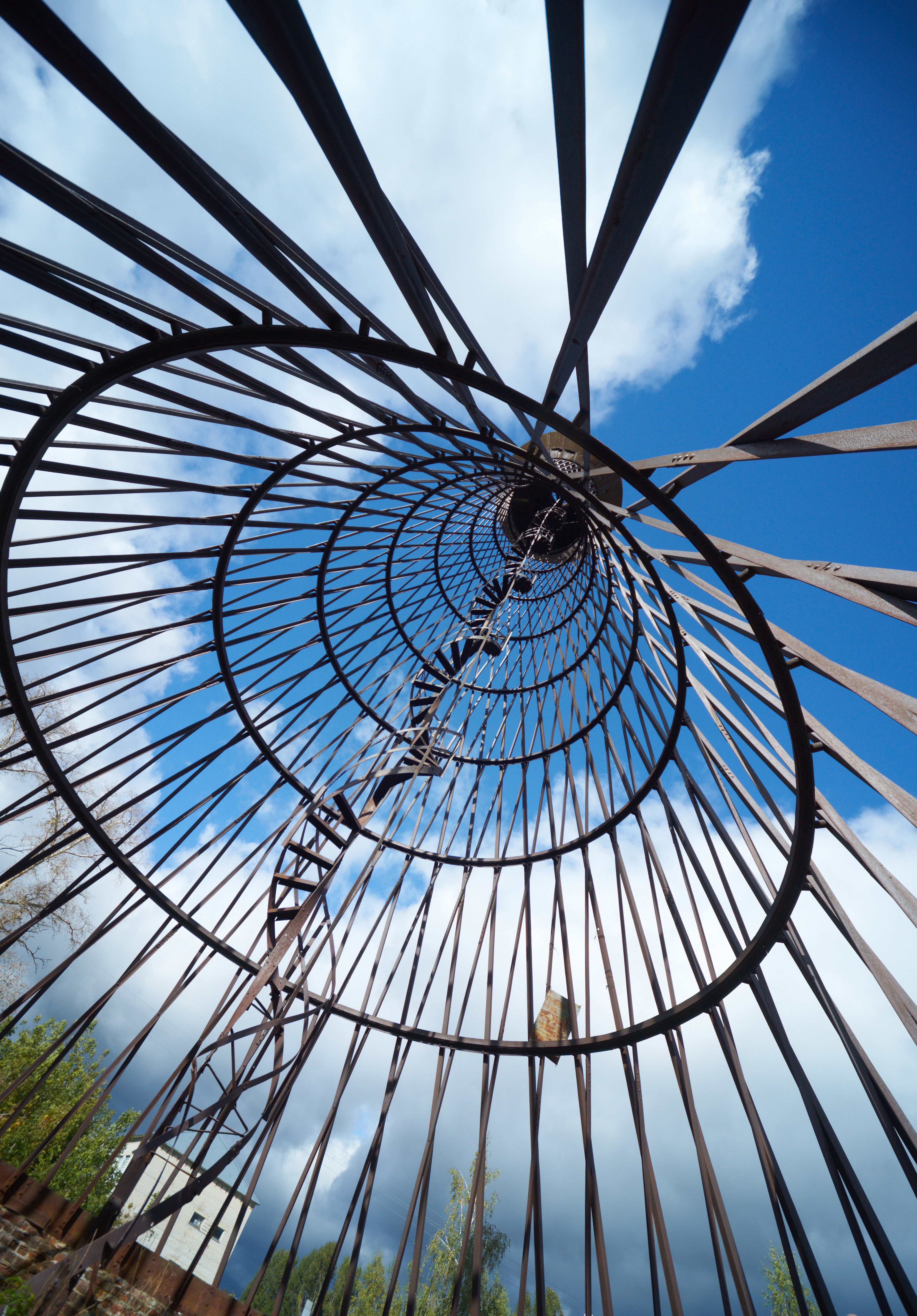
Structure hyperboloïde de Polibino, Russie

La construction à ossature légère utilisant des bois aux dimensions normalisées (studs) est devenue la méthode de construction dominante en Amérique du Nord et en Australie en raison de l'économie de la méthode, de l'utilisation d'un minimum de matériaux structurels. Le balloon frame est né avec la ville de Chicago. La technique sera sans cesse amélorée et se développera dans la préfabrication des maisons de l'entre-deux guerre, en parallèle de l'ossature en acier dont c'est le pendant en bois. Pendant et directement après la seconde Guerre Mondiale, d'autres systèmes préfabriqués seront mis en place, pour fournir rapidement des milliers de logements à destination des ouvriers du front intérieur, ensuite à destination de la classe moyenne américaine. Parmi les systèmes mis en place, se trouvent le mur rideau, et reprenant des concepts développés dans l'aéronautique et en collaboration avec le Forest Products Laboratory, le panneau isolé structurel à revêtement travaillant. Les Cemestos sont une maison préfabriquée, développé dans les années 1930 par la John B Pierce Foundation de New York , et par la Celotex Corporation de Chicago, et employant son matériau phare Cemesto basé sur Celotex, se composant d'un noyau de bagasse pressé entre deux couches d'amiante-ciment, fabriquées de manière extensive à Oak Ridge, pour les travailleurs du projet Manhattan et leurs familles. Elles combinent la technique de mur rideau et de panneau à revêtement travaillant, systèmes simples et légers ; l'érection des murs et du toit d'une cemesto ne nécessitait environ que 35 heures de travail.

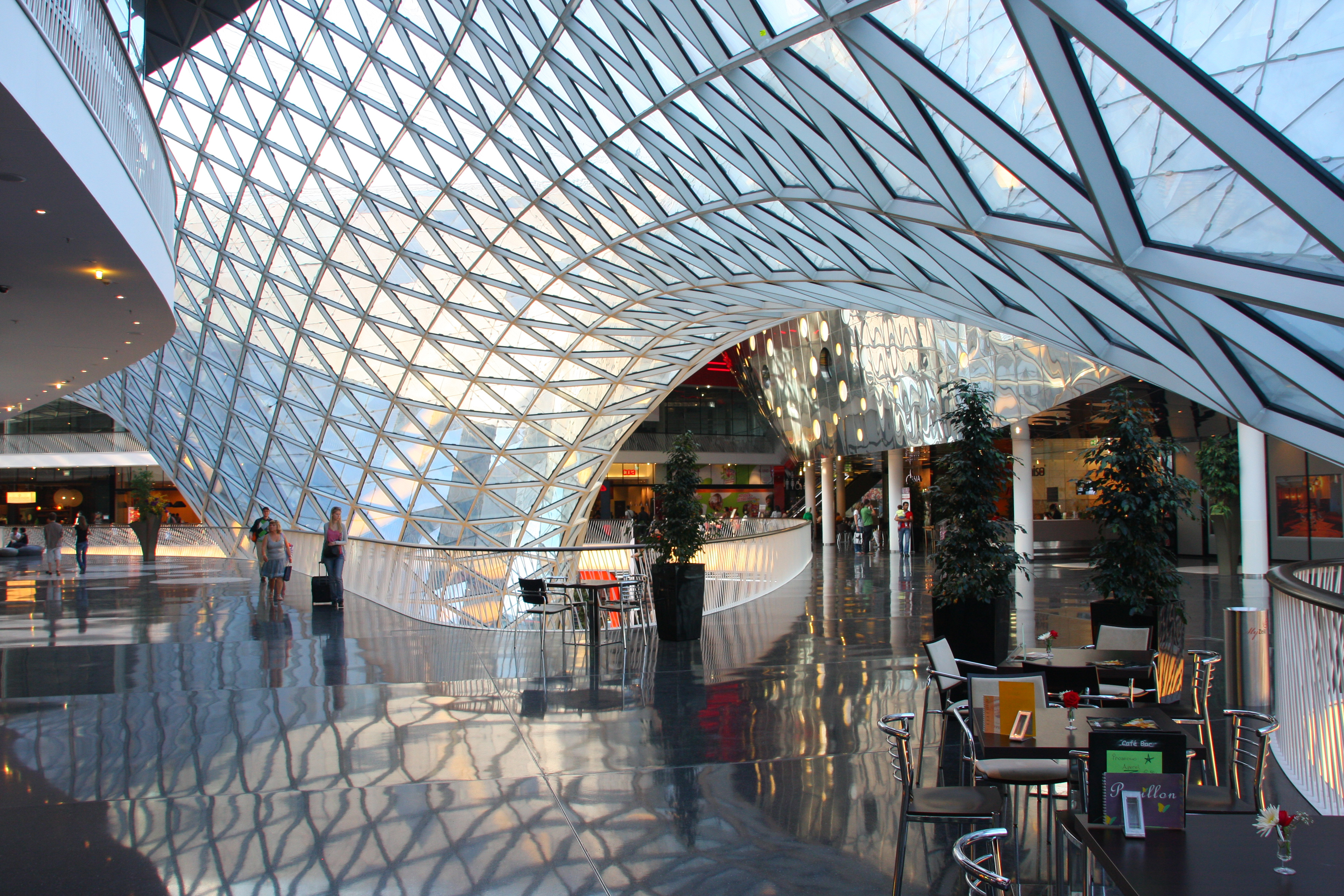
, Francfort, Allemagne

Toute structure aspire à être aussi légère que possible. Sa fonction est de supporter les « charges vives ». Les charges mortes sont un mal nécessaire. Plus le rapport entre la charge propre d’une structure et les charges vives supportées est faible, plus la structure est « légère ». Un pont haubané est plus léger qu'un pont en treillis à barres soudées, lui-même plus léger qu'un pont à poutres-caissons en béton. L'exigence de légèreté n'est pas le seul critère lors de la conception des structures:. Les actions autres que le poids propre et la charge utile sont d'origine naturelles: les structures légères ont tendance à se déformer fortement sous la neige (de) et les changements de température, elles sont sensibles aux vibrations induites par le vent, elles peuvent se déchirer (Pont du détroit de Tacoma, 1940), mais elles résistent facilement aux tremblements de terre. Les ossatures en acier dans les gratte-ciels ont du être enrobées dans du béton ou un gainage ignifuge, car l'acier a un mauvais compodtement à la chaleur, annulant partiellement le bénéfice de la légèreté. Un autre adversaire sérieux des structures légères est leur coût élevé en termes de main-d’œuvre et de ressources naturelles. Le dimensionnement des bâtiments est à l'intersection de différentes considérations: économiques et particulièrement de rentabilité, de sécurité opérationnelle et sécurité pour les utilisateurs, de durabilité. L'exigence toujours croissantes de rentabilité conduit à des dimensions de plus en plus étroites des éléments de support, ce qui nécessite une formulation toujours meilleure et plus claire du concept de sécurité et des mesures qui en découlent.
Les structures légères sont aussi quelquefois démontables, exigent des détails soignés, une main d'oeuvre pointue, L'effort intellectuel y remplace l'effort physique, les  « joies de l'ingénierie » se substituent à la massivité.